# Francisco Javier Castaños
Francisco Javier Castaños y Aragones, hertig av Bailén, född 22 april 1758 och död 24 september 1852, var en spansk militär.
Castanos erhöll sin officersutbildning i Preussen och blev 1798 generallöjtnant. Under kriget mot Frankrike 1808-15 deltog Castanos med utmärkelse och tvingade 22 juli general Dupont till kapitulationen vid Bailén. 1825 blev han generalkapten och president i Kastiliens råd, och 1833 grand av Spanien. 1843 blev han förmyndare för drottning Isabella och 1845 senator.